# Uprava za vjerske poslove Turske
Uprava za vjerske poslove (tur.:  Diyanet İşleri Başkanlığı ili samo Diyanet), je agencija turske vlade koja se bavi stvarima u svezi s vjerom islamom i muslimanima u Turskoj. Osnovana je poslije ukidanja osmanskog kalife kao nasljednica šejh-ul-islama. 
Duhovno vodstvo muslimana u Turskoj zove se Visoko vijeće za vjerska pitanja (tur.: Din İşleri Yüksek Kurulu) na čijem se čelu nalazi predsjednik Uprave za vjerske poslove. Trenutni predsjednik Uprave za vjerske poslove je Ali ef. Erbaş koji je na ovoj dužnosti od 2017. godine.
Sjedište Uprave za vjerske poslove je u Ankari.

## Povijest
U Turskoj su se vjerske službe oduvijek smatrale javnim službama. U Osmanskom Carstvu je poslove u vezi s islamom i vjerskim službama koje bi se nudile muslimanima upravljao šejh-ul-islam. Šejh-ul-islam (kao institucija) je osim zaklada i vjerskih službi upravljao i pravosudnim i obrazovnim službama. Nakon političkih reformi izvršenih u Osmanskoj državi, nije uspostavljeno ministarstvo obrazovanja i pravosuđa prije nego što je nadležnost šejh-ul-islama ograničena samo na vjerske teme. Vremenom, među visokim državnim dužnosnicima, došlo je do promjena u statusu šejh-ul-islama koji je imenovan da obavlja tu misiju cijeli svoj život; bilo je vremena kada su bili prihvaćeni za člana Vijeća ministara trajno, kao i vremena kada su po potrebi bili prisutni u Vijeću ministara. Tijekom posljednjih mandata, nakon što je prebačen u kabinetski sustav, šejh-ul-islam se svrstao u člana kabineta s titulom ministra vjerskih poslova i dobrotvornih zaklada, a njegova dužnost postala je pripadnost vladi.
Prije proglašenja republike, čak i pod vlašću Velike narodne skupštine Turske koja je osnovana u razdoblju u kojem su se događale izuzetno izvanredne situacije poput Turskog rata za neovisnost i uspostave nove države, vjerske službe nisu zapostavljene. U vladi osnovanoj 3. svibnja 1920. godine nastalo je ministarstvo vjerskih i dobrotvornih zaklada, koje je obavljalo službe šejh-ul-islama i službe Generalne uprave za zaklade osmanskog vremena. Do osnivanja Ureda za vjerska poslove 3. svibnja 1924., to je ministarstvo pružalo vjerske službe u zemlji. To ministarstvo, koje je poništeno s mišlju da je potrebno razmotriti vjerske službe izvan i iznad politike, poslužilo je kao most između šejh-ul-islama u Osmanskoj državi i Ureda za vjerske poslove u Republici Turskoj.  

### Osnivanje
Osim što je republička institucija, u Zakonu 429, od 3. ožujka 1924. godine, koji je zakon o osnivanju, misija Uprave za vjerske poslove, čiji povijesni korijen, potječe od šejh-ul-islama, osnovana je da "vodi poslove vezane za vjeru i štovanje religije islama". Pored toga što je Uprava za vjerske posve dobila kontrolu nad džamijama i ljudima koji su zaduženi za njih, dobila je i kontrolu nad derviškim redovima, tekijama i šejhovima. To je trajalo sve do 1925. godine, kada su derviški redovi zabranjeni u Turskoj. 
Zakon broj 429 nije uključivao pitanje o organizaciji i osoblju Uprave. U aktima o proračunu 1924. – 1926., šefu središnje organizacije, Odboru za vjerodostojnost, središnjim dužnosnicima, raznim zaposlenicima; pokrajinski muftija, muftija, tajnici muzeja, vjerski učenjaci, imami, predavači vjerskih studija i zaposlenici muftijskog ureda, radili su kao zbroj plaća bez spominjanja ranga i broja osoblja.
U Zakonu o proračunu iz 1927. po prvi se put primijetila upravna struktura središnje i pokrajinske organizacije Uprave za vjerske poslove. U skladu s tim, u središnjoj organizaciji postojali su Odbor za vjerodajnice s Direkcijom nadzornog odbora za izdanje Kurana, direkcijom vjerskih zavoda, direkcijom službenika i registra, direkcijom za opremanje i arhiva; što se tiče gradova i okruga u pokrajinama, postojali su muftijski uredi.
Zakonom o proračunu iz 1931. godine uprava svih džamija i ljudi koji su zaduženi za njih dodijeljeni su Generalnoj upravi dobrotvornih zaklada. 4.081 osoba koje su bile zadužene za džamije, 26 imama i poučavanje u mektebima predato je Generalnoj upravi dobrotvornih zaklada zajedno sa svojim osobljem. Uprava za vjerske poslove, čija je pozadina bila prilično slaba i nedovoljna, tim je zakonom postala gotovo bez funkcije.
"Zakon o organizaciji i misijama Uprave za vjerske poslove" koji je stupio na snagu 22. lipnja 1935. godine je akt kojim je određena struktura Uprave, položaja i imenovanja osoblja, te kvalitete središnjeg i pokrajinskog osoblja. Tim aktom je uređeno da će muftija biti osiguran u svakom gradu i okrugu, a utvrđen je i sustav izbora muftije. Zakonom 5634, objavljenim 29. travnja 1950., Uprava za vjerska pitanja (turski: Diyanet İşleri Reisliği) promijenjena je u Upravu za vjerske poslove (tur. Diyanet İşleri Başkanlığı), te osoblje džamija i ljudi koji su za njih zaduženi ponovo su dodijeljeni Upravi za vjerske poslove.
Ustavom iz 1961. Uprava za vjerske poslove oblikovana je kao ustavna kategorija, dodijeljeno joj je mjesto u općoj upravi. Zakonom o "Organizaciji i dužnostima Uprave o vjerskim poslovima" iz 1965. je naglašeno da je dužnost Uprave: "obavljanje vjerskih poslova koji se odnose na vjeru, bogoslužje i moralna načela, informiranje društva o religiji i obavljanje mjesta za bogoslužje". Sljedećih godina, odlukom Vijeća ministara Upravi su dodane nove jedinice poput Centra za obuku i Uprave za hadž.
Odlukom Ustavnog suda dana 24. veljače 1978. neke jedinice Uprave za vjerske poslove su pretvorene u odjele, broj centara za obuku povećan i po prvi put su imenovani imami u inozemstvu.

### Organizacija
Postojeću strukturu Uprave za vjerske poslove uredio je Zakon iz 2010. godine. Uzdignuta je na nivo generalne upravu uz dva stalna odbora. Predsjedniku je mandat ograničen na pet godina, te je odlučeno je da se osoba može imenovati na tu funkciju najviše dva puta. Broj zamjenika predsjednika smanjen je na tri. Proširen je opseg odbora koji bira članove Visokog odbora za vjerske poslove i osigurano sudjelovanje predstavnika iz svakog ranga organizacije. Davanjem puno dužnosti i Visokom odboru za vjerska pitanja i drugim jedinicama, pravna pozadina pružanja učinkovite vjerske službe uspostavljena je na međunarodnom području.
Od 2006. Uprava je "ojačana", a 2015. njen se proračun povećao četverostruko, a osoblje se udvostručilo na gotovo 150 000. Godine 2012. je pokrenuta Diyanet TV, koja emitira program 24 sata dnevno.

## Predsjednici
| Predsjednici Ureda za vjerske poslove |                                     |                |                |          |
| #                                     | Ime i prezime                       | Mandat započeo | Mandat završio | Napomena |
| 1.                                    | Mehmet Rifat ef. Börekçi            | 1924.          | 1941.          |          |
| 2.                                    | hfz. Mehmet Şerafettin ef. Yaltkaya | 1942.          | 1947.          |          |
| 3                                     | Ahmet Hamdi ef. Akseki              | 1947.          | 1951.          |          |
| 4.                                    | Eyüp Sabri ef. Hayırlıoğlu          | 1951.          | 1960.          |          |
| 5                                     | Ömer Nasuhi ef. Bilmen              | 1960.          | 1961.          |          |
| 6.                                    | Hasan Hüsnü ef. Erdem               | 1961.          | 1964.          |          |
| 7.                                    | Mehmet Tevfik ef. Gerçeker          | 1964.          | 1965.          |          |
| 8                                     | İbrahim Bedreddin ef. Elmalılı      | 1965.          | 1966.          |          |
| 9.                                    | Ali Rıza ef. Hakses                 | 1966.          | 1968.          |          |
| 10                                    | Lütfi ef. Doğan                     | 1968.          | 1972.          |          |
| 11.                                   | Lütfi ef. Doğan                     | 1972.          | 1976.          |          |
| 12.                                   | Süleyman ef. Ateş                   | 1976.          | 1978.          |          |
| 13.                                   | Tayyar ef. Altıkulaç                | 1978.          | 1986.          |          |
| 14.                                   | Mustafa Sait ef. Yazıcıoğlu         | 1987.          | 1992.          |          |
| 15.                                   | Mehmet Nuri ef. Yılmaz              | 1992.          | 2003.          |          |
| 16                                    | Ali ef. Bardakoğlu                  | 2003.          | 2010.          |          |
| 17.                                   | Mehmet ef. Görmez                   | 2010.          | 2017.          |          |
| 18.                                   | Ali ef. Erbaş                       | 2017.          | Trenutačno     |          |

## Vanjske poveznice
- Zvanična stranica